# Aymeric Ahmed
Aymeric Ahmed, né le 8 novembre 2003 à Brou-sur-Chantereine, est un footballeur international comorien qui évolue au poste de milieu de terrain au Royal Excelsior Virton en prêt du RC Strasbourg.

## Biographie

### Carrière en club
Né à Brou-sur-Chantereine en France, Aymeric Ahmed est formé au club de Bussy; il rejoint le RC Strasbourg en 2018, où il joue d'abord avec l'équipe reserve à partir de 2020. Il est convoqué en équipe première lors de la saison 2021-2022.

### Carrière en sélection
Déjà convoqué avec les moins de 20 ans des Comores, Aymeric Ahmed est convoqué pour la première fois avec l'équipe senior en septembre 2022. Il honore sa première sélection avec l'équipe nationale des Comores le 27 septembre 2022. Il entre en jeu lors de ce match amical perdu 2-1 par son équipe face au Burkina Faso.